# モケット
モケット（英・仏:Moquette）とはパイル織物の布地の一種である。

## 材質・構造・用途
縦糸と横糸に綿糸や麻糸、リネン糸、化学繊維などを使い、ウールや化学繊維（ポリエステルなど）の糸を織り込んで多数のパイルを作る。様々な色の糸をパイルとして織り込むことにより模様をつける。
肌触りが滑らかで、耐久性が高く長持ちするため、長期間にわたり使用される航空機・鉄道車両・バス・高級乗用車の座席の表地や、絨毯・椅子・ソファなどに使用される。

## 歴史
フランスで考案され、手織りで織られていた。標準的な幅は27インチのフランドル・エルであった。英国のウィルトン織のように切ったパイルを持つ「ヴルーテ」と、ブリュッセル絨毯のように切らないパイルを持つ「ブークレ」の2種類の仕上げがあった。ヨークシャーではまだ伝統的な手法を使って織られている。
米国で最も有名なモケットは、ルイ16世からジョージ・ワシントンに贈られたものである。それはマウントバーノンの宴会室のために作られ、まだ見ることができる。

## 主なメーカー
- 川島織物セルコン
- コートルズ（英語版）
- 住江織物
- 妙中パイル織物[4]
- 龍村美術織物[5]